# Villalón de Campos
Villalón de Campos és un municipi de la província de Valladolid, a la comunitat autònoma de Castella i Lleó.

## Demografia
| 1991 | 1996 | 2001 | 2004 |
| ---- | ---- | ---- | ---- |
| 2193 | 2166 | 2046 | 2040 |